# 室田義文
室田 義文（むろた よしあや、1847年10月27日（弘化4年9月19日） - 1938年（昭和13年）9月5日）は、日本の外交官、政治家、実業家。特命全権公使、錦鶏間祗候、貴族院議員。

## 経歴

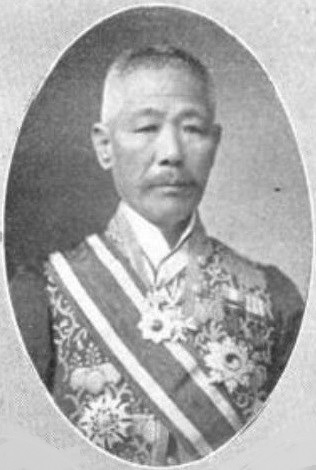
室田義文

- 水戸藩士室田平八の二男[1]。のち脱藩[3]。1872年（明治5年）に外務省に入省。洋語学校でロシア語と英語を学ぶ室田に伊藤博文が外務省をあっせんした[3]。
- 1887年（明治20年）8月 - 釜山領事（ – 1890年）
- 1889年（明治22年）8月19日 - 下級俸下賜[4]
- 1890年（明治23年）4月2日 - 任 外務省会計局長、叙奏任官三等、会計主務官 任命[5]
- 1891年（明治24年）10月30日 - 大臣官房庶務課兼勤 任命[6]
- 1892年（明治25年）5月12日 - 釜山総領事
- 1894年（明治27年）
  - 11月17日 - 釜山在勤 免、待命中年俸三分の一賜[7]
  - 12月26日 - メキシコ在勤 任命[8]
- 1897年（明治33年）
  - 3月31日 - 任 弁理公使、叙高等官二等、賜一級俸、メキシコ駐箚 仰付[9]
  - 5月17日 - 兼任 総領事、叙高等官三等、ペルー駐箚兼勤 仰付[10]、メキシコ在勤 任命[11]
- 1900年（明治30年）10月2日 - メキシコ駐箚 免、ペルー駐箚兼勤 免[12]、待命中本俸全額賜[13]
- 1901年（明治34年）
  - 1月28日 - 任 特命全権公使、叙高等官一等、賜二級俸、待命中本俸三分の一賜[14]
  - 2月13日 - 特命全権公使 依願免官[15]
  - 5月31日 - 貴族院議員 勅任[16]
  - 6月29日 - 第百十国立銀行頭取となる[17]。
  - 12月24日 - 錦鶏間祗候 仰付[18]
- 1905年（明治38年）10月 - 山陽鉄道取締役就任（ – 1906年11月）[19]。
- 1909年（明治42年）10月26日 - 伊藤博文に随行中、ハルビン駅において伊藤の暗殺事件に遭遇[20]。
- 1910年（明治43年）5月 - 北海道炭礦汽船取締役会長に就任。
- 1924年（大正13年） ‐ 朝鮮鉄道会社の取締役に就任。晩年は同社の株主でもある前山久吉と関係が深く、前山関係企業である内国貯金銀行頭取，鐘淵紡績監査役，日本徴兵保険社長，共同保全取締役、日本不動産取締役を務めていた[21]。
- 1938年（昭和13年）9月5日 - 卒去。

## 親族
二女みつは古谷重綱元アルゼンチン公使の妻。三女ふみは鈴木榮作元香港総領事の妻。長男・室田小一郎の娘、すなわち室田の孫娘は昭和電工第2代社長の森暁と吉田茂の側近だった福田篤泰に嫁いだが、孫婿である森暁の妹が安西正夫に嫁ぎ、正夫の長男安西孝之が正田英三郎の次女と結婚しているので、室田家は森家・安西家・正田家を通して天皇家と縁戚になっているほか、暁の弟である森美秀の義兄が味の素創業者一族の鈴木孝（3代目鈴木三郎助の甥）なので、鈴木家の縁戚にもあたる。

## 栄典
位階
- 1884年（明治17年）9月30日 - 正七位[24]
- 1891年（明治24年）12月5日 - 正六位[25]
- 1897年（明治30年）5月31日 - 正五位[26]
- 1901年（明治34年）3月20日 - 従四位[27]
- 1938年（昭13年）2月11日 - 正四位[28]

勲章等
- 1890年（明治23年）6月30日 - 勲六等瑞宝章[29]
- 1894年（明治27年）6月19日 - 勲五等瑞宝章[30]
- 1895年（明治28年）10月31日 - 勲四等瑞宝章[31]
- 1900年（明治33年）12月20日 - 勲三等瑞宝章[32]
- 1902年（明治35年）12月28日 - 旭日中綬章[33]
- 1906年（明治39年）4月1日 - 勲二等瑞宝章[34]
- 1916年（大正5年）4月1日 - 旭日重光章[35]

外国勲章佩用允許
- 1891年（明治24年）10月29日 - ハワイ王国：王冠第一等勲章[6]

## 文献
- 室田義文翁物語編纂委員『室田義文翁譚』常陽明治記念会、1939年。
- 大野芳『伊藤博文暗殺事件: 闇に葬られた真犯人』新潮社、2003年。ISBN 9784103904052。
- 老川慶喜 編『山陽鉄道会社 明治期私鉄営業報告書集成』日本経済評論社、2005年。